# 聯福磚窯
聯福磚窯，又稱八卦磚窯，是位於台灣屏東縣恆春鎮的一處磚窯遺址，於2011年登錄屏東縣歷史建築。

## 歷史與建築設計
聯福磚窯原為1956年於恆春縣城城坦旁興建，以煤炭燒製磚塊的的圓窯磚窯工廠，後在1960年之增築工程中改由八卦窯，因此八掛磚窯的名稱是取其建築「如八卦坐鎮，同太極順勢運轉」的意涵而來，其中呈現橢圓形的手工旋轉窯，長近100公尺，寬6公尺，建築原料採恆春特有的泥土，於高溫的火候下燒製而成。
當前工廠早已停止運作，多處結構巳拆除和毀壞，僅剩大煙囪仍保持完好。

## 外部連結
- 聯福磚窯- 文化部iCulture-文化空間 （页面存档备份，存于）